# Castelo de Harlech

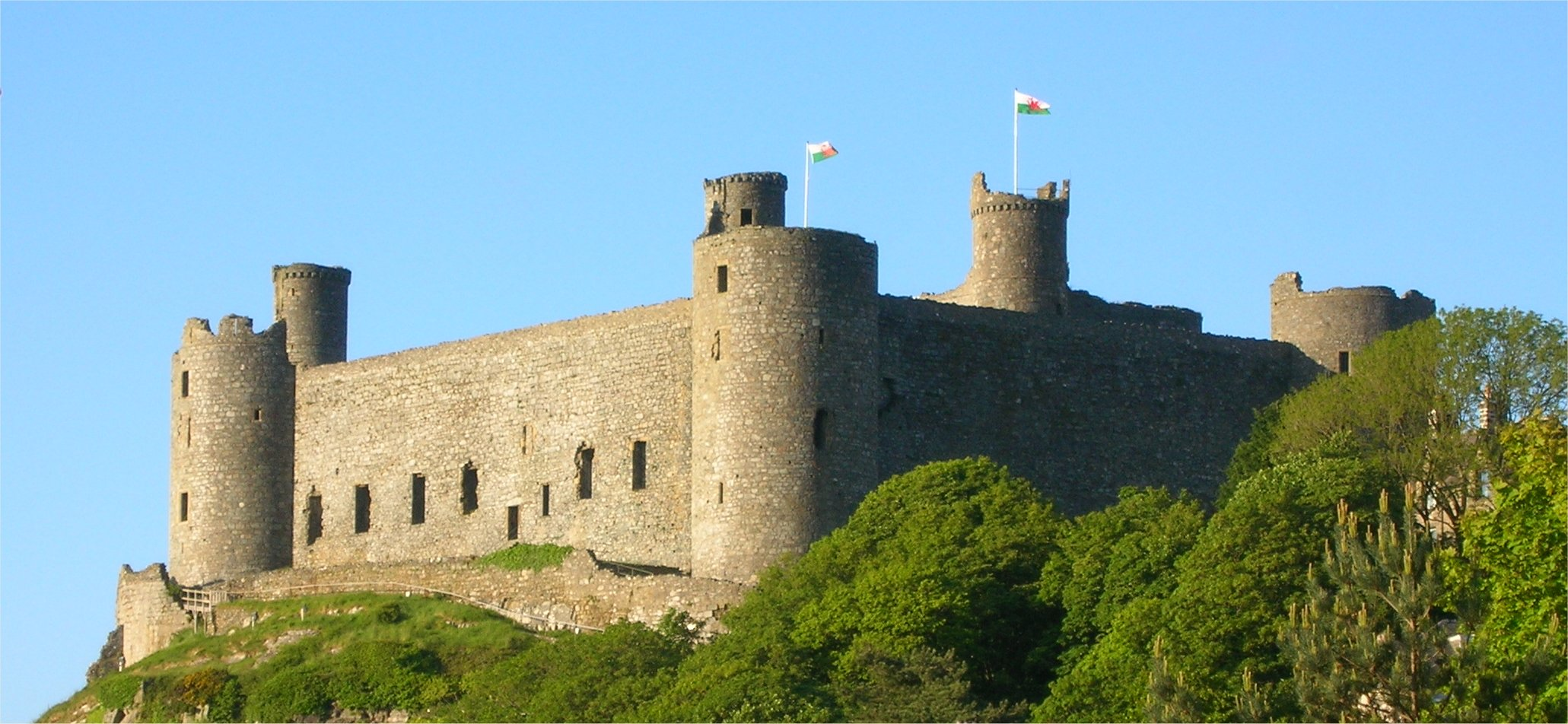
Vista geral do Castelo de Harlech.

O Castelo de Harlech (em inglês:  Harlech Castle), localizado em Harlech, Gwynned, País de Gales, é um castelo concêntrico, construído no topo duma falésia junto ao Mar da Irlanda. Arquitectonicamente, é particularmente notável pela sua sólida portaria.
Construído pelo rei Eduardo I de Inglaterra durante a sua conquista de Gales, o castelo foi objecto de vários asaltos e cercos durante o seu período de uso activo como fortificação. O cerco de sete anos ao castelo, durante a Guerra das Rosas, foi imortalizado na famosa canção "Men of Harlech".
O castelo está classificado como Património Mundial da Humanidade, integrado no sítio Castelos e Muralhas do Rei Eduardo em Venedócia.

## Construção

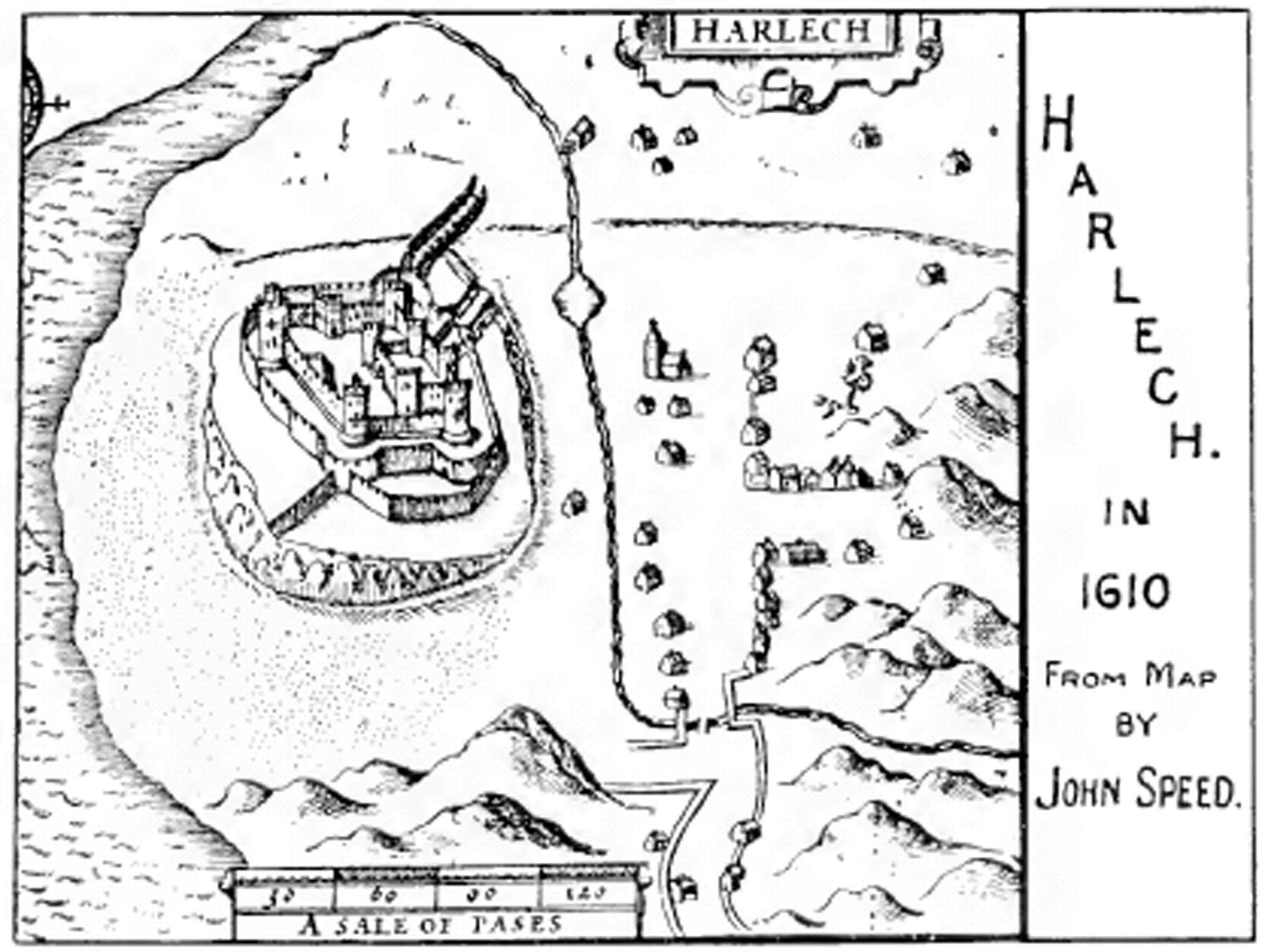
Harlech em 1610.

A construção do Castelo de Harlech começou em 1283, como parte da segunda campanha galesa do rei Eduardo I de Inglaterra. O castelo fazia parte do anel de ferro de Eduardo em volta de Snowdonia, um cordão de novos castelos destinada a cercar o príncipe. Como muitos dos castelos da região, Harlech foi desenhado pelo Mestre James of St. George. O edifício demorou sete anos a construir e a sua edificação teve um custo estimado de 8.190 libras (oorrespondentes a 88 milhões em 2009) Depois da sua conclusão, James foi nomeado Condestável do Castelo de Harlech, uma posição que manteve por mais de três anos
Todos os castelos da segunda campanha galesa de Eduardo I foram situados de forma a que pudessem ser abastecidos a qualquer momento. Harlech não estava sempre isolado; o mar costumava chegar à base dos penhascos.
O castelo está construído segundo uma planta concêntrica, com uma linha de defesa encerrada por outra. As paredes exteriores são muito mais curtas e delgadas que as poderosas paredes interiores e não possuem torres a defende-las além das da pequena portaria. O pátio interior é praticamente quadrado, com uma grande torre redonda em cada canto. Os edfícios domésticos, incluindo o grande hall, foram construídos contra o interior das muralhas internas. Uma vez que os penhascos circundantes tornavam praticamente impossível atacar o castelo, com excepção do lado leste, este lado é enfrentado pela imponente portaria. A portaria é flanqueada por duas sólidas torres em forma de D e defendido por uma série de portas, grades e "buracos assassinos". Notavelmente, existem largas janelas na face interna da portaria. A parede oeste do pátio interior também tem largas janelas, pois forma uma parede do grande hall.

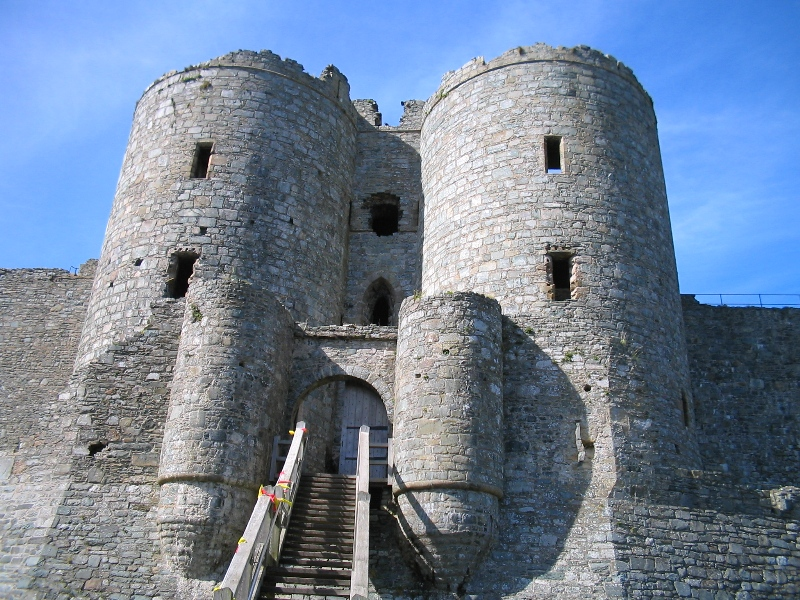
Portaria principal do Castelo de Harlech.

Os fossos exteriores de Harlech foram talhados na rocha. No auge da construção, em 1286, a força de trabalho era constituida por 546 trabalhadores gerais, 115 extractores de pedra, 30 ferreiros, 22 carpinteiros e 227 pedreiros.
Harlech ambém é famoso por uma característica incomum: a "via a partir do mar". As forças de Eduardo estavam frequentemente em perigo por ataques baseados em terra, mas gozavam de total supremacia na água. Muitos dos seus castelos incluem portos de sortida, os quais permitiam o reabastecimento a partir do mar, mas o de Harlech é muito mais elaborado. Aqui, uma escadaria fortificada pendura-se na rocha e desce quase 61 metros (200 pés) até à base do penhasco, a qual, na época da construção, era alcançada pelo mar. Actualmemente, o mar recuou várias milhas, tornando mais difícil visualizar o conceito no seu cenário original. A planta de James of St. George foi um triunfo; quando o castelo foi cercado durante a campanha de Madoc ap Llywelyn, esta escadaria foi usada para abastecer o edifício.
Como muitos dos castelos de Eduardo I, Harlech foi desenhado originalmente para estar ligado a uma povoação fortificada.
Depois da conclusão do castelo, Mestre James foi feito Condestável entre 1290 e 1293, um cargo de elevado estatuto que lhe deu tempo para trabalhar nos castelos de Eduardo I que ainda estavam em construção.

## História

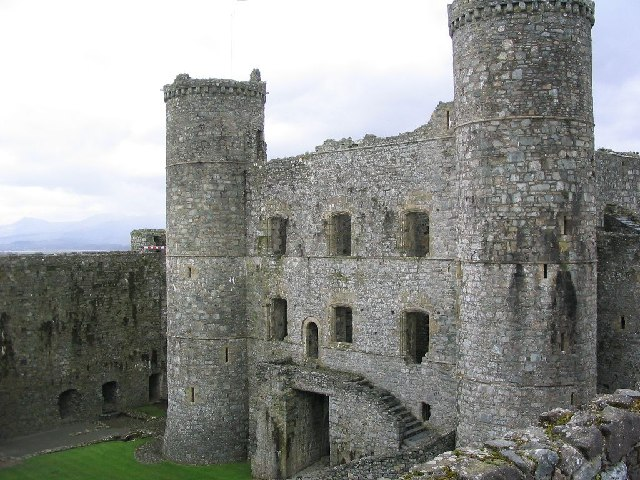
Interior do Castelo de Harlech.

O castelo erguido por Eduardo I tal como pode ser visto hoje foi, provavelmente, construído no lugar duma fortaleza galesa anterior. O contexto desta criação inicial é uma matéria de conjectura arqueológica, mas a história e a lenda galesas sugerem que o sítio teve um uso militar contínuo, talvez, desde a Idade do Ferro. O conhecido antiquário A. Morris descreve uma rica história muito anterior ao rei Eduardo I;
"A nossa mais famosa estrutura, e talvez a mais famosa em toda a região, é o Harlech Castle, erguido no século XIII. No entanto Harlech, de acordo com as tradições deste condado, recua nas suas origens para tempos muito anteriores. Uma das suas torres, conhecida como Twr Bronwen, tem um nome que nos leva para os tempos de Bran ap Llyr. Algumas autoridades dizem que a primeira fortaleza de carácter militar erguida aqui foi construida por Maglocuno algures no século VI. No século XI parece ter sido conhecido por Caer Collwyn. Collwyn ap Tango foi Senhor de Eifionydd, Lleyn e Ardudwy, e viveu na época de Anarawd, Rei de Venedócia, no século IX. Collwyn residiu numa torre quadrada do edifício original, cujos resos ainda podem ser vistos, por algumas das suas paredes que formam a base da presente estrutura". Merionethshire, Cambridge University Press, A. Morris (1913)

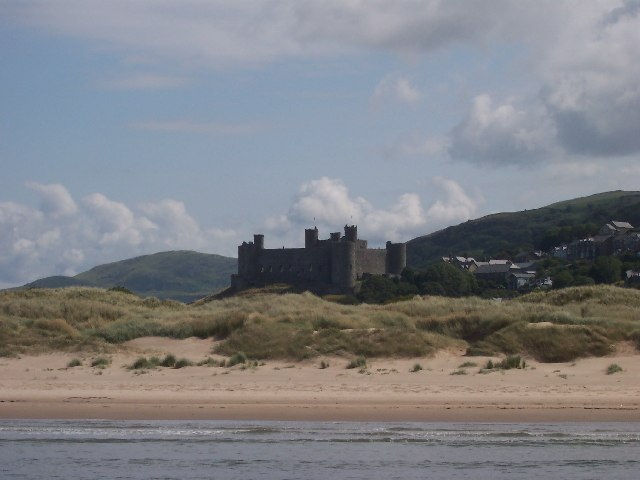
O castelo visto à distância.

Em 1294, Madoc ap Llywelyn, primo de Llywelyn ap Gruffydd, começou uma revolta contra o governo inglês que se espalhou rapidamente por Gales. Várias cidades detidas pelos ingleses foram arrasadas e Harlech (juntamente com o Castelo de Criccieth e o Castelo de Aberystwyth) foi cercado durante o inverno. Como foi referido acima, a "via para o mar" ajudou os defensores a sobreviver até que o cerco foi levantado na primavera seguinte.
Em 1404, o castelo caíu perante Owain Glyndŵr depois dum longo cerco quando a fome reduziu a determinada e temerosa guarnição para apenas vinte e um homens, tornando-se sua residência e da sua família. assim como quartel-general militar, por quatro anos. Owain reuniu o seu segundo parlamento em Harlech, em Agosto de 1405. Quatro anos depois, em 1409, depois de outro longo cerco de oito meses, o Harlech Castle foi retomado pelo príncipe Henrique (mais tarde Henrique V de Inglaterra) e por uma força de 1.000 homens liderados por John Talbot, 1º Conde de Shrewsbury. Durante esse cerco, Edmund Mortimer morreu de fome e a esposa de Glyndŵr, Margaret Hanmer, duas das suas filhas e quatro netos foram capturados, mais tarde aprisionados e mortos.

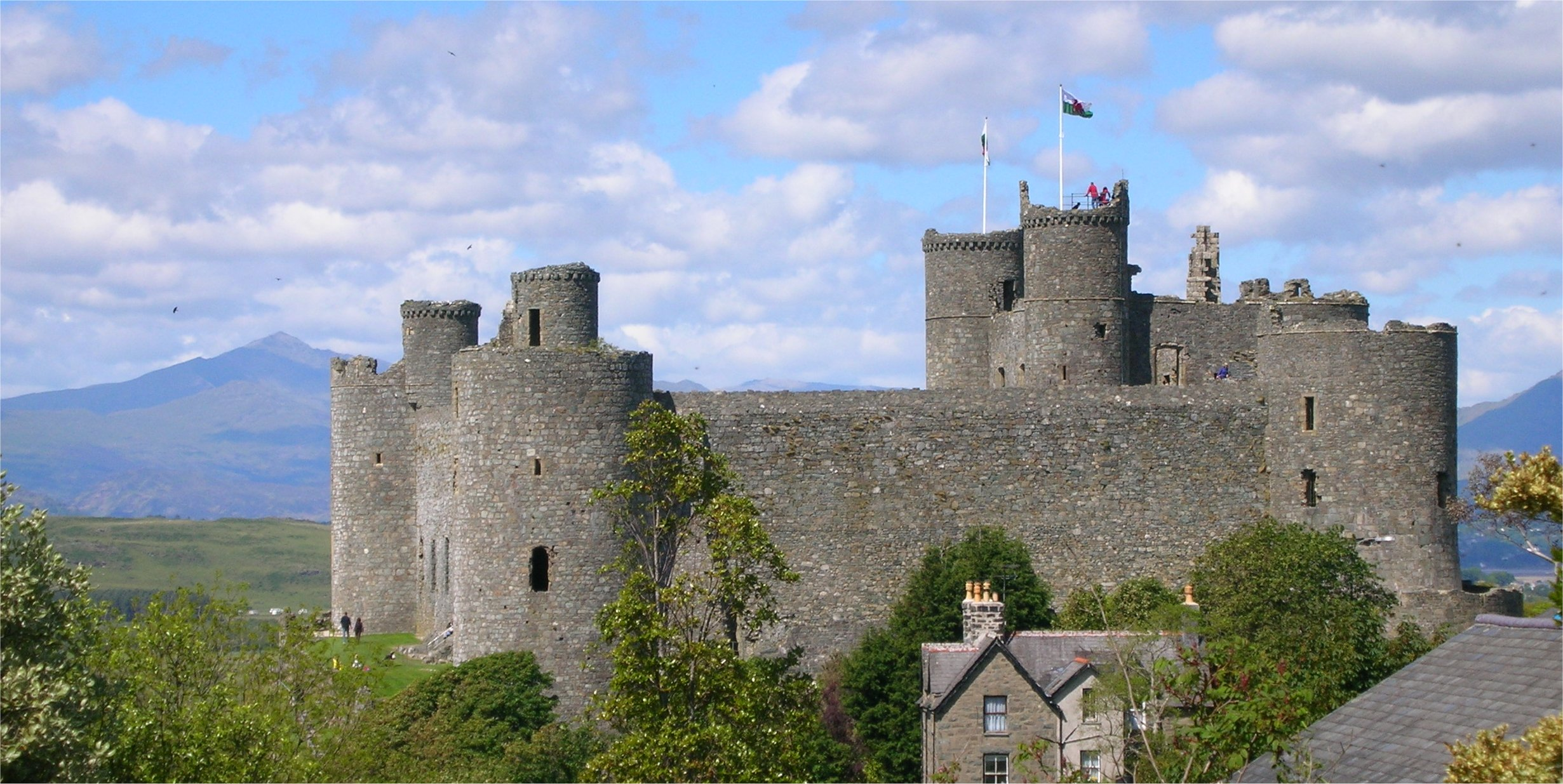
O castelo com Snowdon como fundo (à esquerda).

Durante a Guerra das Rosas, na primeira metade do reinado de Eduardo IV de Inglaterra (1461-1470), Harlech foi detido pelo condestável galês Dafydd ap Ieuan como uma fortaleza lancastriana. Na sequência da Batalha de Northampton, Margarida de Anjou e o infante Henrique VII de Inglaterra fugiram para a Escócia via Harlech. depois da derrota dos lancastrianos na Batalha de Towton, Eduardo passou a controlar a região e Harlech acabou por se tornar na última fortaleza importante sob o seu controle. Sir Richard Tunstall chegou como um reforço para os lancastrianos na última metade do cerco, em 1465. Em 1468, foi a última fortaleza lancastriana a render-se; foi capaz de resistir ao cerco de sete anos, sendo abastecido pelo mar. É o mais longo cerco conhecido na história das ilhas britânicas. De acordo com a tradição, este famoso cerco inspirou a canção "Men of Harlech"". O castelotambém foi brevemente ocupado durante a insurreição de 1498

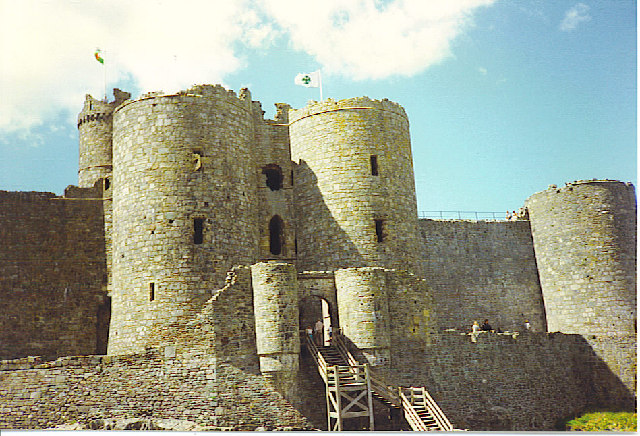
Aspecto geral da portaria.

Durante a Guerra Civil Inglesa, o castelo foi a última fortaleza Realista a resistir contra as forças Parlamentaristas. A rendição, no dia 16 de Março de 1647, mais de um anos após o próprio rei Carlos I de Inglaterra ter sido capturado, marcou o fim da primeira fase da guerra. Os Parlamentaristas destruiram deliberadamente o castelo depois da sua queda.

## Actualidade
O Castelo de Harlech faz parte do sítio classificado, pela UNESCO, como Património Mundial da Humanidade sob o título Castelos e Muralhas do Rei Eduardo em Venedócia, reflectindo a sua importância e notável estado de preservação. O castelo está, agora, ao cuidado da Cadw e encontra-se aberto aos visitantes.
O historiador de arquitectura Dan Cruickshank seleccionou o castelo como uma das suas cinco escolhas para 2006 da série de documentários televisivos da BBC intitulada Britain's Best Buildings.
Encontra-se classificado como um listed building com o Grau I desde 21 de Junho de 2001.